# Hebel-Wanderweg

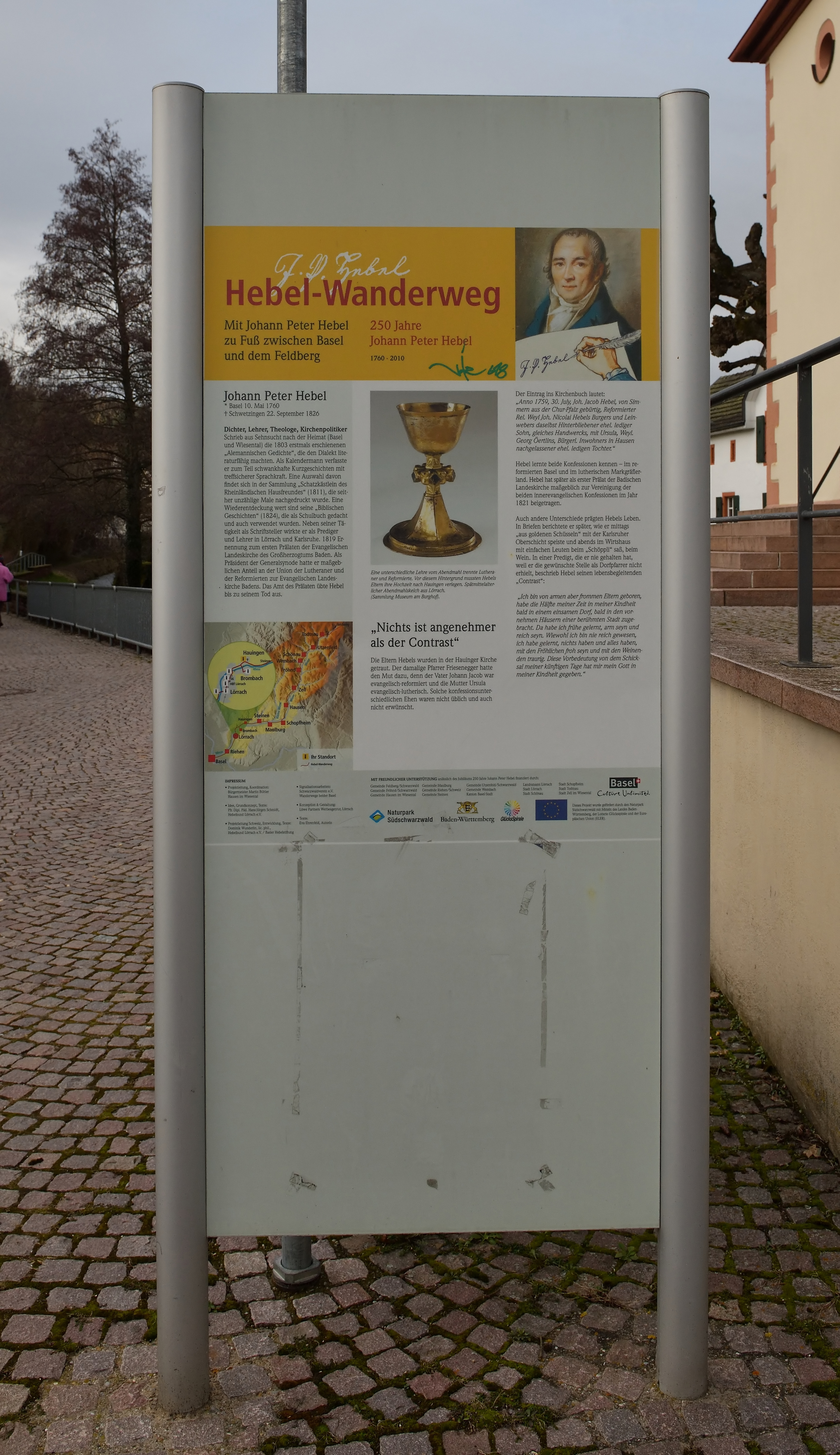
Infotafel zum Wanderweg an der Hauinger Kirche

Der Hebel-Wanderweg ist ein literaturtouristischer Wanderweg auf den Spuren des alemannischen Mundart-Dichters Johann Peter Hebel im südwestlichen Baden-Württemberg und im Schweizer Kanton Basel-Stadt. 
Inspiriert durch Hebels Gedicht „Die Wiese“ führt er rund 60 Kilometer meist entlang des Flusses Wiese (Hebel nannte sie „Feldbergs Töchterlein“) von der Quelle durch das Wiesental im Südschwarzwald über die Staatsgrenze bis nach Basel an den Rhein. Begleitet wird der Weg von Infotafeln, die meist an solchen Stellen stehen, die sich auch in Hebels Gedicht finden oder zu wichtigen Lebensstationen Hebels Auskunft geben.

## Konzeption, Finanzierung, Umsetzung
Der Weg wurde ab 2007 in Kooperation vom Hebelbund Lörrach, dessen Präsident Hans-Jürgen Schmidt die Idee hatte, sowie allen Gemeinden, deren Gebiet der Weg durchläuft, entwickelt und zu Hebels 250. Geburtstag 2010 weitgehend fertiggestellt. Gesamtkoordinator war Hausens Bürgermeister Martin Bühler.
Die Kosten für die einheitlich gestalteten großen  Informationstafeln beliefen sich auf etwa 37.000 Euro. Sie wurden auf deutscher Seite zur Hälfte getragen vom Verein Naturpark Südschwarzwald, die andere Hälfte zahlten anteilig die Anliegergemeinden. Zuschüsse kamen unter anderem vom Land Baden-Württemberg und der Europäischen Union sowie aus Mitteln der Glücksspirale. Der Schwarzwaldverein half beim Anbringen der Beschilderung, der Fachbereich Tourismus des Landratsamtes Lörrach unterstützte mit einer Projektarbeit. 
Die Beschilderung wurde in zwei Abschnitten realisiert: bis zum Hebeljubiläum am 10. Mai 2010 war der Abschnitt von Basel bis Hausen im Wiesental fertig, der Abschnitt von Hausen bis zum Feldberg im Juni 2010.
Seit 2011 existiert zusätzlich ein literarischer Radwanderweg durchs Wiesental geplant, ähnlich denen, die es in Baden-Württemberg bereits gibt. Der Hebel-Wanderweg ist nicht zu verwechseln mit einem älteren Hebelweg auf der Gemarkung der Gemeinde Todtnau.

## Streckenverlauf

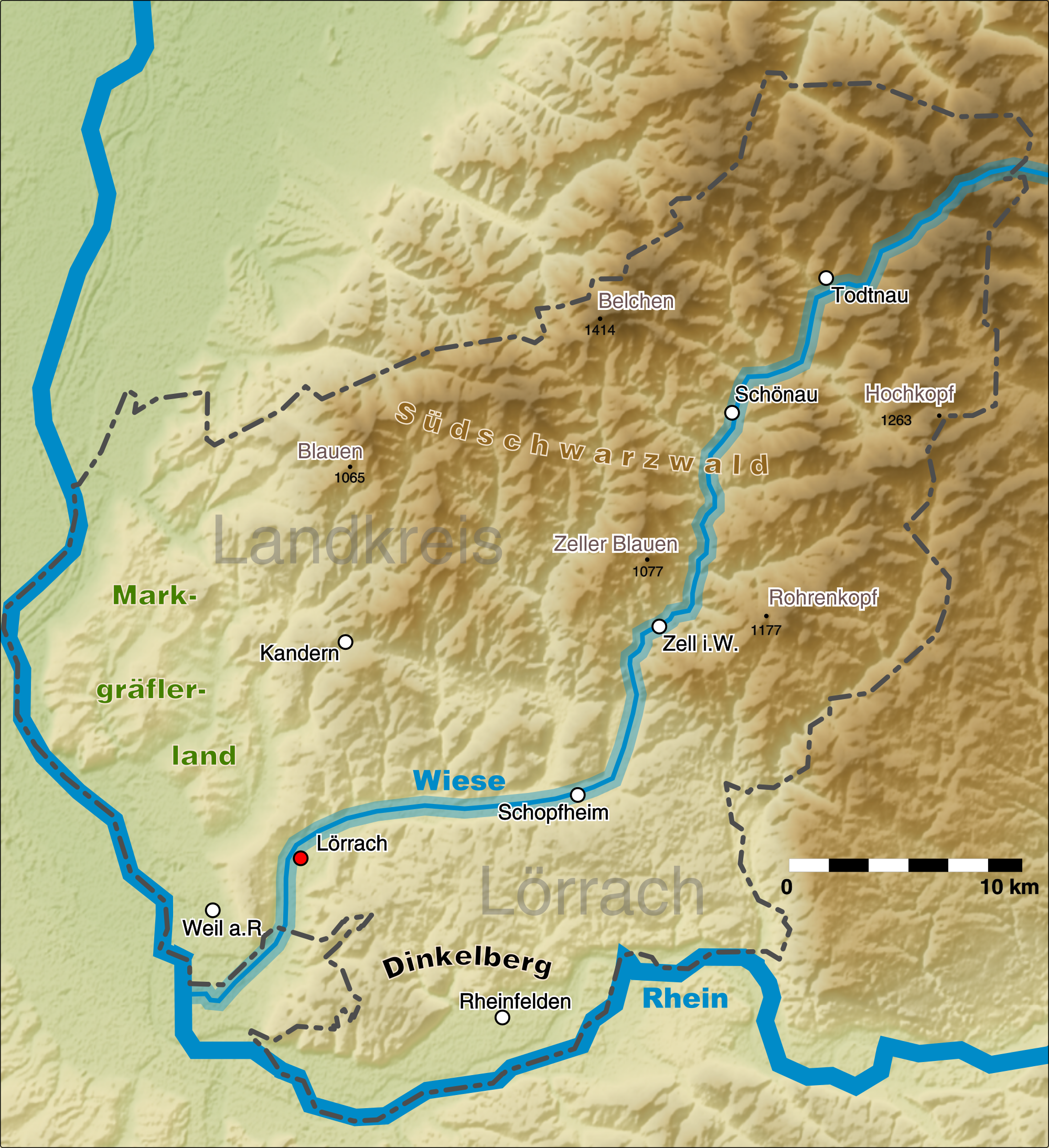
Verlauf der Wiese

Der Wanderweg führt ab der Wiese-Quelle am Feldberg auf bestehenden offiziellen Wegen des Schwarzwaldvereins durchs Wiesental am Fluss entlang. Ausnahme ist lediglich der letzte Abschnitt, wo der Weg nicht an der Wiese-Mündung im Basler Stadtrandquartier Kleinhüningen, sondern an der „Schifflände“ bei der Mittleren Brücke in der Innenstadt von Hebels Geburtsort Basel endet. Zusätzlich gibt es einzelne Abstecher. Der Weg kann auch in umgekehrter Richtung oder in Etappen begangen werden. Alle Punkte sind in der Nähe öffentlicher Nahverkehrsverbindungen (siehe Regio Verkehrsverbund Lörrach und Wiesentalbahn) und von Einkehrmöglichkeiten.
Entlang des Weges sind zusätzlich zur wegweisenden Ausschilderung an 31 Stationen, davon sieben in der Schweiz gelegen, große Informationstafeln aufgestellt worden. Sie enthalten immer eine Kurzbiografie des Dichters, eine Karte mit dem Streckenverlauf und eine individuelle Erläuterung, welche Verbindung der jeweilige Ort mit dem Leben und Wirken Hebels hatte. Die meisten Texte auf deutscher Seite stammen von Hebelbund-Präsident Schmidt, auf Schweizer Seite von dem Volkskundler Dominique Wunderlin, Mitglied des Hebelbundes und der Basler Hebelstiftung. Einige hat Eva Ehrenfeld verfasst, aus deren Feder bereits die Texte für das literarische Museum im Hebelhaus in Hausen im Wiesental und zum Hölderlin-Literaturmuseum in Lauffen am Neckar kamen.